# Алейников, Александр Георгиевич
Алекса́ндр Гео́ргиевич Але́йников (5 [18] августа 1913 — март 1995) — участник Великой Отечественной войны, командир взвода 252-го стрелкового полка 70-й стрелковой дивизии 43-й армии 3-го Белорусского фронта, Герой Советского Союза (1945), старшина.

## Биография
Родился 5 (18) августа 1913 года на станции Жутово (ныне — пос. Октябрьский, Октябрьский район Волгоградской области) в семье рабочего. Русский, член КПСС с 1949 года. Окончив среднюю школу в городе Гудермесе, работал токарем в депо станции Гудермес.
В Красной армии в 1935—1937 годах и с мая 1943. Призван Щучинским райвоенкоматом Кокчетавской области, начал воевать в штрафном батальоне.
В боях Великой Отечественной войны участвовал с октября 1944 года. В бою 5 апреля 1945 года первым ворвался во вражескую траншею и лично уничтожил несколько фашистов и пулемётную точку. Во время боя в населённом пункте Гросс-Фридрихсберг под Кёнигсбергом, взобравшись по водосточной трубе на второй этаж дома, вместе с двумя бойцами забросал гитлеровцев гранатами. 11 апреля при отражении контратаки противника был ранен, но не покинул поля боя.
29 июня 1945 года А. Г. Алейникову было присвоено звание Героя Советского Союза.
После войны демобилизован. С 1957 года работал слесарем-ремонтником в строительном управлении № 1 (строительный трест № 46, Рубцовск). С 1964 года работал в Гудермесе. Похоронен в Гудермесе.

## Награды
- Медаль «Золотая Звезда» Героя Советского Союза (29.6.1945)
- Орден Ленина (29.6.1945)
- Два ордена Красного Знамени (8.4.1945, 9.4.1945)
- Орден Отечественной войны I степени (11.3.1985)
- Орден Отечественной войны II степени (17.3.1945)
- Орден Славы III степени (18.12.1944)
- медали

## Память
- В Рубцовске на Аллее героев в Парке Победы установлен портрет Александра Алейникова[4].
- С 1996 года имя А. Г. Алейникова носит одна из улиц Ростова-на-Дону[5].
- Именем Алейникова названа улица в Гудермесе[6].
- В Калининграде, на Площади Маршала Василевского, имя А.Г. Алейникова, увековечено на одной из табличек, среди 216 других героев Советского Союза, участвовавших в штурме Кёнигсберга.https://i124.fastpic.org/big/2024/1118/70/a76ae01a4c0316b34837808436a23770.jpg